# Elfin Cove
Elfin Cove ist ein Fischerdorf mit 32 Einwohnern und liegt an der Nordküste von Chichagof Island am Cross Sound in Alaska, 100 km westlich von Juneau und 50 km westlich von Hoonah. 30 Einwohner haben kommerzielle Fischfanglizenzen. Das Dorf hat einen sicheren, geschützten Hafen. Seit den 1920er-Jahren gibt es hier einen Laden, ein Restaurant und ein Dock und seit 1935 auch ein Postamt.